# О’Брайен, Эдвард Джозеф Харрингтон
Эдвард Джозеф Харрингтон О’Брайен (англ. Edward Joseph Harrington O'Brien; 10 декабря 1890, Бостон , Массачусетс — 24 февраля 1941, Джеррардс Кросс, Бакингемшир, Англия) — американский писатель
, поэт, переводчик, литературовед,  редактор и антолог.

## Биография
В 1919 году отправился в Европу, где в 1923 году женился на своей первой жене, английской писательнице Ромер Уилсон. Через два года после её смерти в 1932 году он женился на немецкой писательнице Рут Горгель, которая пережила его.
Известен, главным образом, как редактор и составитель антологий из произведений английской и американской литературы. В течение ряда лет ежегодно выходили сборники избранных новелл под редакцией О’Брайена. Целый ряд молодых начинающих писателей впервые печатался в его антологии. О’Брайен один из первых открыл Шервуда Андерсона и Эрнеста Хэмингуэя.
Умер от сердечной недостаточности. 

## Избранная библиография
- The Flowing of the Tide, 1910 (пьеса);
- White Fountains, Boston, 1917 (стихи);
- The Advance of the American short Story, N. Y., 1923.

Под редакцией О’Брайена вышли: 
- Poems of the Irish Revolutionary Brotherhood, 1917;
- Best short Stories of 1915—1933, Boston, 1916—1925;
- N. Y., 1926—1933 (ежегодные антологии);
- Best British short Stories, 1922—1933, Boston, 1922—1925;
- N. Y., 1926—1933